# Environment International
Das Environment International ist eine in zwölf Ausgaben jährlich erscheinende begutachtete wissenschaftliche Fachzeitschrift, die seit 1978 von Elsevier herausgegeben wird. Die Zeitschrift erscheint seit 2019 im Open Access. Ziel der Zeitschrift ist es, durch interdisziplinäre Forschung die Schadstoffbelastung in der menschlichen Umwelt zu quantifizieren und menschliche Einflüsse auf die natürliche Umwelt zu behandeln.
Der Impact Factor lag im Jahr 2016 bei 7,088, der fünfjährige Impact Factor bei 7,729. Damit lag die Zeitschrift beim zweijährigen Impact Factor auf Rang 7 von 229 Zeitschriften in der Kategorie Umweltwissenschaften.